# Знак Тінеля
Знак Тінеля — спосіб виявлення подразнених нервів. Він виконується легким постукуванням (перкусією) по нерву, щоб викликати відчуття поколювання або «шпильки та голки» в розподілі нерва. Перкусія зазвичай виконується, рухаючись дистально до проксимального відділу.  Назву вона отримала від французького невролога Жуля Тінеля (1879–1952).
Це потенційний ознака синдрому кубітального тунелю та синдрому переднього тарзального тунелю.